# Hälltjärnarna, Hälsingland
Hälltjärnarna är en sjö i Ljusdals kommun i Hälsingland och ingår i Ljusnans huvudavrinningsområde.